# Argyre (Gradfeld)
Das Argyre-Gradfeld gehört zu den 30 Gradfeldern des Mars. Sie wurden durch die United States Geological Survey (USGS) festgelegt. Die Nummer ist MC-26, das Gradfeld umfasst das Gebiet von 0° bis 60° westlicher Länge und von −65° bis −30° südlicher Breite. Es enthält den Galle-Krater der an einen Smiley erinnert. Der Name stammt von einer der Bezeichnung für die „Silberinsel“ an der Mündung des Ganges, heute Arakan genannt.